# Byrsonima japurensis
Byrsonima japurensis, também conhecido como murici-da-mata, é uma espécie de  planta do gênero Byrsonima e da família Malpighiaceae.

## Taxonomia
A espécie foi descrita em 1840 por Adrien-Henri de Jussieu.
Os seguintes sinônimos já foram catalogados:  
- Byrsonima fluminensis  Nied.
- Byrsonima inundata  Benth.
- Byrsonima laevigata  (Poir.) DC.
- Byrsonima obversa  Miq.

## Forma de vida
É uma espécie terrícola e arbórea.

## Descrição
Árvore 3,0-18,0 m alt., caule aéreo. Estípulas 1,5-2,0 mm de comprimento, completamente conadas, o par triangular, persistentes. Ela tem folhas cartáceas ou coriáceas; pecíolo 0,5-2,4 cm de comprimento; lâmina 6,3-18,6 x 2,4-7,4 cm, elíptica a oboval, raramente
oval ou oblonga, ápice arredondado, base atenuada, margem plana; glabra ou esparsamente pubescente em ambas as faces, tricomas  sésseis, os dois braços de comprimentos semelhantes, adpressos, retos; nervuras secundárias evidentes em ambas as faces e as terciárias na face abaxial, 9-13 nervuras secundárias. Tirsos, 1 flor por cincínio, 6,0-18,0 cm de comprimento; brácteas
presentes na base do pedicelo e bractéolas no pedúnculo ou no pedicelo, ambas persistentes ou decíduas na frutificação; brácteas 0,5-1,5 x 0,5-1,0 mm lanceoladas, ovais, triangulares ou menos frequentemente suborbiculares; pedúnculo 0,0-0,5 mm
de comprimento; bractéolas de 0,5-1,0 x 0,5-0,8 mm semelhantes as brácteas; pedicelos 6,5-10,0 mm de comprimento, delgados.
Ela possui sépalas de 1,5-2,0 x 1,0-1,5 mm, além das  glândulas, oblongas ou ovais, eretas ou reflexas, face adaxial glabra e
e face abaxial esparsamente seríceas; glândulas de 1,0-2,0 x 0,5-1,0 mm. Ela tem pétalas alvas ou róseas, pétalas laterais côncavas, limbo
3,0-4,5 x 4,0-4,5 mm, unha ca. 3,0 mm de comprimento, pétala posterior, espatuliforme, ligeiramente corrugada, limbo 3,0-4,0 x 3,0-3,5 mm, unha com cerca de. 3,0 mm de comprimento. Os estames são livres, semelhantes entre si; com filetes de 1,8-2,0 mm de comprimento, hirsutos na base; conectivos 0,7-3,2 mm de comprimento, mais ou menos cônicos ou ligeiramente clavados, ligeiramente recurvados, ultrapassando as
anteras em 0,2-0,7 mm de comprimento; anteras 1,5-2,0 mm de comprimento, seríceas, lineares. Ovário 1,0-1,3 mm de comprimento, glabro; estiletes 3,5-4,6 mm de comprimento, semelhantes entre si. Drupas vermelhas, 10,0-12,0 mm de diametro (secos), ovoides a globosos, ápice mucronado,glabras ou esparsamente séricas no ápice.

## Conservação
A espécie faz parte da Lista Vermelha das espécies ameaçadas do estado do Espírito Santo, no sudeste do Brasil. A lista foi publicada em 13 de junho de 2005 por intermédio do decreto estadual nº 1.499-R.

## Distribuição
A espécie é encontrada nos estados brasileiros de Acre, Amazonas, Amapá, Bahia, Espírito Santo, Maranhão, Pará e Roraima.
A espécie é encontrada nos  domínios fitogeográficos de Floresta Amazônica e Mata Atlântica, em regiões com vegetação de mata ciliar, mata de igapó e floresta de inundação.